# Diocèse du Puy-en-Velay
Le diocèse du Puy-en-Velay (en latin : Dioecesis Aniciensis) est un diocèse de l'Église catholique en France. Il est le diocèse historique du Velay. Depuis 2002, il est suffragant de l'archidiocèse métropolitain de Clermont. 

## Histoire
Le diocèse du Puy est érigé dès le IVe siècle.
Le siège épiscopal du Puy est maintenu par la Constitution civile du clergé.
À la suite du Concordat de 1801, le diocèse est supprimé : par la bulle Qui Christi Domini du 29 novembre 1801, le pape Pie VII supprime le siège épiscopal du Puy et incorpore le territoire du diocèse à celui de Saint-Flour qui couvre alors les départements du Cantal et de la Haute-Loire.
Par la bulle Commissa divinitus du 27 juillet 1817, le siège épiscopal du Puy est rétabli en 1822. Le diocèse couvre la Haute-Loire.
Le diocèse a pour sainte patronne la Vierge Marie, principalement par son Assomption.

## Territoire

### Ancien diocèse
À la veille de la Révolution française, le diocèse du Puy comprenait 137 paroisses. Depuis la fin du IXe siècle, elles étaient réparties en trois archiprêtrés : celui de Monistrol, celui de Saint-Paulien et celui de Solignac. De plus il y avait au Puy huit paroisses : la cathédrale, Saint-Pierre-Latour, Saint-Vosy, Saint-Jean, Saint-Pierre-le-Monastier, Saint-Hilaire, Saint-Agrève et Saint-Georges.
L'archiprêtré de Monistrol comprenait les anciennes vigueries de Bas, de Chapteuil, de Tence et d'Yssingeaux.

Contours du diocèse sous l'Ancien Régime.
Localisation du diocèse après la Révolution.

Celui de Saint-Paulien comprenait les anciennes vigueries de Craponne, de Saint-Paulien et de Saint-Pierre-du-Champ.
Celui de Solignac comprenait comprenait les anciennes vigueries de Coubon, de Notre-Dame-du-Puy et de Solignac.

### Diocèse actuel
Lors de la création des départements, le diocèse est incorporé à la Haute-Loire, à l'exception de dix paroisses : Apinac, Estivareilles, Jonzieux, Marlhes, Merle, Montarcher, Rozier, Saint-Hilaire, Sauvessanges et Usson.
La Haute-Loire reçoit 92 paroisses du diocèse de Saint-Flour, à savoir :
- les 50 paroisses de l'archiprêtré de Brioude : Agnat, Ally, Auzon, Azerat, Beaumont, Berbezit, Bournoncle-la-Roche, Brioude, La Brousse, Champagnac-le-Vieux, Chaniat, Chassagnes, Chassignolles, La Chomette, Cistrières, Cohade, Collat, Connangles, Domeyrat, Fontannes, Frugères-les-Mines, Frugières-le-Pin, Javaugues, Josat, Lamothe, Laval, Lempdes, Lorlanges, Mazerat-Aurouze, Mercœur, Montclard, Paulhac, Paulhaguet, Saint-Beauzire, Saint-Didier-sur-Doulon, Sainte-Florine, Saint-Étienne-près-Allègre, Saint-Géron, Saint-Hilaire, Saint-Ilpize, Saint-Just-près-Brioude, Saint-Laurent-Chabreuges, Saint-Préjet-Armandon, Saint-Vert, Salzuit, Vals-le-Chastel, Lavaudieu, Vergongheon, Vézézoux et Vieille-Brioude ;
- les 36 paroisses de l'archiprêtré de Langeac : Arlet, Aubazat, Auteyrac, La Besseyre-Saint-Mary, Blassac, Cerzat, Chanteuges, Charraix, Chastel, Chavaniac-Lafayette, Chazelles, Chilhac, Couteuges, Cronce, Desges, Ferrussac, Jax, Langeac, Lavoûte-Chilhac, Mazeyrat-Crispinhac, Nozeyrolles, Pébrac, Pinols, Prades, Reilhac, Saint-Arcons-d'Allier, Saint-Austremoine, Saint-Cirgues, Saint-Èble, Sainte-Marie-des-Chazes, Saint-Georges-d'Aurac, Saint-Julien-d'Ance, Saint-Privat-du-Dragon, Siaugues-Saint-Romain, Tailhac et Vissac ;
- les sept paroisses de l'archiprêtré de Blesle : Blesle, Chambezon, Espalem, Grenier-Montgon, Léotoing, Lubilhac et Saint-Étienne-sur-Blesle.

La Haute-Loire reçoit :
- quatorze paroisses du diocèse de Mende : Chanaleilles, Croisances, Cubelles, Esplantas, Grèzes, Monistrol-d'Allier, Prades, Saint-Christophe-d'Allier, Saint-Préjet-d'Allier, Saint-Vénérand, Saugues, Thoras, Vazeilles-près-Saugues, Vabres et Venteuges, toutes de l'archiprêtré de Sauges ;
- douze paroisses de celui de Viviers : Chaudeyrolles et Fay-sur-Lignon, de l'archiprêtré de Boutières, ainsi que Arlempdes, Barges (annexe), Lafarre, Pradelles, Saint-Arcons-de-Barges, Saint-Clément-sous-Pradelles, Saint-Étienne-du-Vigan, Saint-Paul-de-Tartas, Les Vastres et Vielprat, de l'archiprêté de Sablières ;
- neuf paroisses de celui de Clermont : Autrac et Torsiac, de l'archiprêtré d'Ardes, ainsi que Bonneval, La Chaise-Dieu, La Chapelle-Geneste, Jullianges, Malvières, Saint-Jean-d'Aubrigoux, Saint-Victor-sur-Arlanc, de l'archiprêtré de Livradois ;
- trois paroisses du diocèse de Lyon : Boisset et Chenereilles, de l'archiprêtré de Montbrisson, ainsi que Saint-Just-Malmont, de l'archiprêtré de Saint-Étienne.

## Paroisses
Le diocèse du Puy-en-Velay est divisé en trois zones pastorales et dix secteurs paroissiaux.
La zone pastorale du Val de l'Allier comprend les secteurs paroissiaux de Brioude et du Haut-Allier.
La zone pastorale du Velay comprend les secteurs paroissiaux des Pays de l'Arzon, du Haut-Velay, du Puy et de l'Entre Loire et Cévenne.
La zone pastorale de l'Yssingelais comprend les secteurs paroissiaux de Monistrol-sur-Loire, Saint-Didier-en-Velay, Yssingeaux et Dunières-Tence.

## Évêques du Puy-en-Velay
L'évêque du Puy est chargé de présider le jubilé du Puy-en-Velay.

## Religieux originaires du diocèse
- Claude Feidt, archevêque émérite d'Aix-en-Provence